# 日出処
『日出処』（ひいづるところ 英題：Sunny ）は、2014年11月5日にユニバーサルミュージックより発売された日本のシンガーソングライター・椎名林檎の5作目のスタジオ・アルバム。

## 概要
本作は、椎名林檎名義としては2009年発表の『三文ゴシップ』以来約5年半振ぶり、また椎名が在籍していたバンド・東京事変が解散してからは初となるオリジナル・アルバム。アルバムとしてはセルフカバー・アルバム『逆輸入 〜港湾局〜』より約5か月ぶりの発表となる。
本作には2009年から2014年までに発表され、アルバム未収録だったシングル表題曲6曲と、アルバムのために書き下ろした新曲7曲の全13曲を収録。
初回限定盤A（CD+Blu-ray Disc）、初回限定盤B（CD+DVD）、通常盤（CDのみ）の3形態でリリースされ、ハードブック仕様の初回限定盤AとBには、それぞれに同内容の特典映像（収録曲のミュージック・ビデオ全6本）が収録されたBlu-rayまたはDVDが付属する。また、本作より初となるハイレゾ音源の配信も開始された。

## タイトル
タイトルは、椎名が近年抱いてきた『もう王道のことしかしたくない』という思いによって付けられた。ちょうど「ありあまる富」の頃から自分の歌詞に“陽の光”を指す語彙が増えていることに気づき、次のアルバムでは『“目抜き通り”を描きたい』『日の当たる場所で起きている出来事とその裏で起きている事、生きていれば明るみになり誰もが避けては通れない局面を色濃く描き出したい』と思い立った。そしていざ制作が始まると、「日出処」というタイトルがはっきりと浮かんだ、と椎名は語っている。
また、このタイトルは「日本」を指す語としてではなく、「陽の光」のイメージをもたせるために使用している。シングル「NIPPON」に対する指摘を受けた上で本タイトルを付けることについては、「また同様の指摘をされることも考えたが、（曲の）中身を聴いた人には通じる語句であり、それに見合う作品だという自信があるので遠慮をしたくなかった」と語っている。

## 制作の背景
本作の制作は、椎名のアリーナツアー「林檎博'14 ー年女の逆襲ー」（2014年11月〜12月）の開催が発表されてから始まった。「カーネーション」の本質的にあるものを際立たせることが、制作において重要だった、と椎名はコメントしている。
本作に書き下ろされた楽曲の制作では、作詞の行程を難点に挙げている。仮詞の時点の演奏陣の仕上がりが椎名の手に負えないほどで、初めに想定していた世界観では不足分があり相応しくなくなり厳しかった、と椎名は語っている。
アルバム全編を通して聴いたときのことを考えられ、転調を含めたキー設定の徹底や、詞を含めたテンポ感に気を付けられている。椎名は、「前の曲のアウトロが終わり、次に始まる曲の気持ちいいキーを考えていたことにより、曲が生まれるのは自然なことだった。」としている。
演奏や編曲には長年椎名の作品に携わる斎藤ネコ、椎名が自分の持つトロンボーンに対する認識を覆してくれて以来絶対的な基準としているという村田陽一の他、SOIL&"PIMP"SESSIONSや「カーネーション」における東京事変のメンバー、バックバンドの893（はちきゅうさん）と37564（みなごろし）のメンバーなど、近年の椎名にとって重要なプレイヤーがこぞって参加している。

## プロモーション
「ありきたりな女」が、2014年10月1日から先行配信された。また同楽曲の、視聴用動画と、椎名によるコメンタリー映像がそれぞれ同月7日にYouTubeで公開された。また、同月21日に椎名によるコメンタリー映像がYouTubeで公開されていた「走れゎナンバー」が同月22日から先行配信された。
本作のダイジェスト映像（監督：児玉裕一）とコメンタリー映像が、それぞれ同年11月4日にYouTubeで公開された。
同月31日に『椎名林檎ニューアルバム「日出処」プレミア先行試聴会&トークライブ』が開催、その模様はニコニコ生放送で中継された。

## 収録曲

### 楽曲解説
楽曲が明るいということを活かして、鬱屈とした時代を一掃するくらい眩しいものになればいいな、という想いが込められている。各曲の外国語のタイトルはブックレット等に記載されているものではなく、あくまでSR猫柳本線の英語版ページによるもの。
1. 静かなる逆襲（Quiet Counterattack）
椎名がデビュー前（当時18歳）に、福岡で自身も所属し活動していたアマチュアバンドのために制作した楽曲であり[21]、1999年に開催された学園祭ツアー『学舎エクスタシー』などで「果物の部屋」として披露されていた楽曲である[要出典]。デビュー前に配布していたデモテープには2種類のバージョンがある。収録にあたり歌詞が書き替えられているほか、大サビも補作されている[要出典]。本作にはそのバンドのメンバーのうちの1人が結婚することから「お祝いの思いも込めて」収録したとのこと[12]。
2. 自由へ道連れ（Collateral Damage）
2012年5月16日に配信限定で発売されたデジタル・ダウンロードシングル。今回が初CD化となる。
3. 走れゎナンバー（To the sea of trees）
10月22日よりiTunes Store、レコチョクで先行配信された[9]。
ヒイズミマサユ機がクラビネットを弾くイメージのままに制作した楽曲とのこと[18][22]。フルートが印象的なファンクソング[6]。
4. 赤道を越えたら（Cruzar a linha do equador）
「トロンボーンのために書いた曲」と話している[16]。また本楽曲の管編曲とトロンボーンを担当する村田陽一の仲介でブラジル音楽界の重鎮イヴァン・リンスがスキャットを提供している[15]。
5. JL005便で（Flight JL005）
タイトルの「JL005便」は東京国際空港とジョン・F・ケネディ国際空港（ニューヨーク）を結ぶ就航便の名称で、実際に椎名がその便に乗った時にイメージした楽曲で、機内での「意識だけで存在している気分」を描写したとのこと[15]。飛行機の離陸の音を再現するためにダイソン社の扇風機の音を録音し編集したものが使用されている[23]。弦楽を用いたエレクトロニカ[6]。
6. ちちんぷいぷい（Manipulate the time）
2015年7月20日に出演したニコニコ生放送において、「壮大な物語であるかのように解釈されている（それも何通りかある）が、そんなに難しいことを書いているわけではない」「自分自身への応援歌で、"Command Two Five Oneならばちょっと一捻り"などの部分は曲の実況をしている[注 7]だけ」である、という本人の発言があった。
リオオリンピック閉会式の映像に於いては、村田陽一が新たにジャズアレンジしたものがBGMとして用いられている[24]。
7. 今（Présent）
2013年11月に開催されたコンサート『椎名林檎 十五周年 党大会 平成二十五年神山町大会』及び『椎名林檎 十五周年 班大会 平成二十五年浜離宮大会』で新曲として披露されていた楽曲。収録にあたり、歌詞が英語から日本語に変更されている。
8. いろはにほへと（Les couleurs chantent）
12枚目のシングル表題曲1曲目。
9. ありきたりな女（Une femme ordinaire）
10月1日よりiTunes Store、レコチョクで先行配信された[9]。また先行配信されたものより演奏時間が10秒短い。
児玉裕一によりミュージック・ビデオも制作され、本作の初回限定盤に付属している特典ディスクに収録された。
シングル「カーネーション」（2011年）を発表した後、同楽曲の詞の「唯一つ」は女性同士にしか分かり合えないものだと、男性からの疑問を受けて椎名は初めて知り、両性に伝わる言い回しとなる楽曲を制作しようとして出来た楽曲[25]。女性ならではの転機で味わう、絶望や希望や寂しさや喜びなどが交ざり、全てが訪れる瞬間が描かれている[26]。椎名は「劇作家の方に『ミュージカルは（椎名）林檎に書かせるしかない』と思っていただけたら」と語っている[14]。
2024年に行われたライブ「景気の回復」内のMCにて、「レベッカのMOONの続編として作った（二次創作的な）楽曲」と紹介し、当該楽曲から続けて披露された。
10. カーネーション（L'œillet）
11枚目のシングル表題曲。
11. 孤独のあかつき（信猫版）（La Solitude de l'aube）
12枚目のシングル表題曲2曲目のアルバム・バージョン。中山信彦によるプログラミングと斎藤ネコによる弦楽アレンジが主体となっていることから「信猫版（のぶねこばん）」と名付けられており、歌詞も日本語から英語に変更されている。
12. NIPPON（NIPPON）
13枚目のシングル表題曲。
13. ありあまる富（The Invaluable）
2009年5月27日に発売された10枚目のシングル表題曲。東京事変のライブツアー「東京事変 live tour 2010 ウルトラC」などでセルフカバーされていた楽曲である。本作に収録されているシングル曲の中では最古で、5年越しのアルバム収録となった。
アルバム制作初期の段階で最後に収録することが想定されていた[16]。

### 楽曲クレジット
全作詞・作曲・編曲：椎名林檎　（注記を除く）
| #         | タイトル                                                                         | 作詞      | 作曲・編曲 | 管弦楽編曲                 | 時間 |
| --------- | -------------------------------------------------------------------------------- | --------- | ---------- | -------------------------- | ---- |
| 1.        | 「静かなる逆襲」                                                                 |           |            | 村田陽一（管編曲）         | 4:04 |
| 2.        | 「自由へ道連れ」                                                                 |           |            |                            | 3:33 |
| 3.        | 「走れゎナンバー」                                                               |           |            |                            | 4:15 |
| 4.        | 「赤道を越えたら」                                                               |           |            | 村田陽一（管編曲）         | 3:33 |
| 5.        | 「JL005便で」                                                                    |           |            | 斎藤ネコ（弦編曲）         | 4:16 |
| 6.        | 「ちちんぷいぷい」(編曲：村田陽一)                                               |           |            |                            | 3:15 |
| 7.        | 「今」(編曲：椎名林檎と斎藤ネコ)                                                 |           |            |                            | 4:15 |
| 8.        | 「いろはにほへと」                                                               |           |            | 斎藤ネコ（弦編曲、打編曲） | 3:16 |
| 9.        | 「ありきたりな女」                                                               |           |            |                            | 4:08 |
| 10.       | 「カーネーション」(編曲：斎藤ネコ)                                               |           |            |                            | 3:00 |
| 11.       | 「孤独のあかつき（信猫版）」(作詞：渡辺あや)                                     |           |            | 斎藤ネコ（弦編曲）         | 2:50 |
| 12.       | 「NIPPON」                                                                       |           |            | 斎藤ネコ（弦編曲）         | 3:53 |
| 13.       | 「ありあまる富」(作詞・作曲：椎名林檎といまみちともたか；編曲：いまみちともたか) |           |            |                            | 5:41 |
| 合計時間: | 合計時間:                                                                        | 合計時間: | 50:05      |                            |      |

| #  | タイトル                                 | 作詞 | 作曲・編曲 | 監督     | 時間 |
| -- | ---------------------------------------- | ---- | ---------- | -------- | ---- |
| 1. | 「ありきたりな女」(ミュージック・ビデオ) |      |            | 児玉裕一 | 4:30 |
| 2. | 「いろはにほへと」(ミュージック・ビデオ) |      |            | 児玉裕一 | 3:28 |
| 3. | 「カーネーション」(ミュージック・ビデオ) |      |            | 児玉裕一 | 3:13 |
| 4. | 「NIPPON」(ミュージック・ビデオ)         |      |            | 児玉裕一 | 4:11 |
| 5. | 「自由へ道連れ」(ミュージック・ビデオ)   |      |            | 大関泰幸 | 3:35 |
| 6. | 「ありあまる富」(ミュージック・ビデオ)   |      |            | 児玉裕一 | 5:52 |

## タイアップ
| 楽曲               | タイアップ                                                           | 起用年          |
| ------------------ | -------------------------------------------------------------------- | --------------- |
| 「自由へ道連れ」   | TBS系ドラマ『ATARU』主題歌                                           | 2012年、2013年  |
| 「ちちんぷいぷい」 | LGエレクトロニクス・ジャパン「au isai VL LGV31」CMソング（本人出演） | 2014年          |
| 「いろはにほへと」 | フジテレビ系ドラマ『鴨、京都へ行く。-老舗旅館の女将日記-』主題歌     | 2013年          |
| 「カーネーション」 | NHK連続テレビ小説『カーネーション』主題歌                            | 2012年          |
| 「孤独のあかつき」 | NHK Eテレ『SWITCHインタビュー 達人達』テーマ音楽                     | 2013年 - 現在   |
| 「NIPPON」         | NHKサッカーテーマ                                                    | 2014年 - 2016年 |
| 「ありあまる富」   | TBS系金曜ドラマ『スマイル』主題歌                                    | 2009年          |

## チャート成績
オリコンチャートの週間ランキングで初登場3位（約4.3万枚）を獲得した。
また、サウンドスキャンジャパンが発表するチャートでは、初回限定盤Aが初登場8位（約1.6万枚）、初回限定盤Bが初登場7位（約2.1万枚）、通常盤が初登場15位（約0.8万枚）を獲得した。